# Адреналин: моје неиспричане приче
Адреналин: моје неиспричане приче (енгл. Adrenalina. My untold stories) је аутобиографија фудбалера Златана Ибрахимовића, коју је фудбалер написао заједно са Луиђијем Гарландом (итал. Luigi Garlando), објављена 2021. године у издању "Cairo Editore". Српско издање објавила је издавачка кућа Вулкан издаваштво из Београда 2021. године у преводу Јелице Петковић.

## О ауторима
- Златан Ибрахимовић (3. октобар 1983) је шведски фудбалер који је освојио 32 трофеја током целе своје каријере. Играо је за неколико клубова, али се посебно истакао током играња за Пари Сен Жермен. Ибрахимовић је добитник награде Ференц Пушкаш за најлепши гол 2013. године.[4]Осим те титуле, Ибрахимовић је проглашен за најбољег играча године и најбољег стрелца Француске у три сезоне. Најбољи је стрелац Шведске свих времена. Он је једини страни играч који је освојио титулу најбољег стрелца у Италији у два различита тима. Више пута је номинован за најбољег страног играча године и за најбољег играча Серије А.[5]
- Луиђи Гарландо (1962) је новинар спортског часописа "La Gazzetta dello Sport".[5]

## О књизи
Књига Адреналин: моје неиспричане приче је прича Златана Ибрахимовића који се отворио и искрено и поштено испричао како се један велики фудбалер мења и носи са годинама које пролазе: без лицемерја, а са зрелошћу и сумњама које је морао да научи и прихвати. Између адреналина и баланса, и у њиховој сталној равнотежи, књига открива причу пуну до сада непознатих детаља и анегдота, у којој се кроз вансеријске подвиге провлаче страх, нежност и крхкост, осећања која код Ибрахимовића постоје поред снаге, одлучности и храбрости. Та осећања су момка из шведског предграђа довела до врха света, одакле нам сада прича о тренерима, пеналима, свлачионицама, противницима, фудбалу – али и о срећи, пријатељству и љубави.
Један од најплоднијих и најконтроверзнијих стрелаца у фудбалу нема више шта да докаже на терену, па је причу о свом животу преточио у књигу. Прича о периоду када је играо за Пари Сен Жермен (2012—2016), Манчестер јунајтед (2016—2018), ЛА Галакси (2018—2019) и Милан (2020-). Из књиге сазнајемо шта заиста мисли о свом времену у Премијер лиги и како је било дати онај величанствени гол против Енглеске, о клубу за који је умало потписао уговор, али и његове сукобе са француским медијима - и Французима уопште. Ту су још и Златанове животне лекције о срећи, пријатељству и љубави.